# Acanthermia anubis
Acanthermia anubis là một loài bướm đêm trong họ Noctuidae.